# Ascensão de Josef Stalin
A ascensão de Josef Stalin ao poder na União Soviética começou a partir do início da década de 1920, dentro do Comitê Central do Partido Comunista da União Soviética (PCUS). Com o rápido declínio da saúde de Vladimir Lenin, líder do país, e sua posterior morte em 1924, Stalin, um antigo partidário dos bolcheviques, assumiu papel de liderança na política nacional com cargos burocráticos. A partir de 1922 tornou-se Secretário Geral do PUCS, cargo que manteria até sua morte.